# Chinoh.Ai
Chinoh.Ai株式会社（チノウエーアイ）は、中国の物流ロボティクスをインテグレートして日本導入する日本のスタートアップ。

## 概要
アリババ、天猫、京東商城などで応用されるAGV（無人搬送車）、RGV（Rail Guided Vehicle）ロボットアーム、無人フォークリフト（AGF: Automated Guided Forklift）等のユニコーン・ベンダーと連携し、技術を複合して顧客システムと統合しているするロボティックス・インテグレータ（RIer: Robotics Integrator）。特定ロボを開発するのでも代理店として並行輸入するのでもなく、日本ユーザーに合わせた高度なソーシングと複合化によるカスタマイズ開発を得意としている。倉庫自動化では、住友商事系物流3PL（住商グローバル・ロジスティクス）、トランコム、工場の自動化ではマツダなどを取引先に設立わずか3 - 4年にして累計5億 - 10億の受注高を獲得している。

## 沿革
- 2018年12月19日 - クイックトロン・ジャパン株式会社として設立。
- 2019年6月 - 船井総研ロジと販売パートナー契約を締結し[10][11]、住商グローバル・ロジスティクスより習志野センター自動化を受注。
- 2020年5月 - トランコムと資本提携[12]、資本金1.4億円に増資[13]、Chinoh.Ai株式会社へ社名変更。
- 2021年4月 - 埼玉県加須市にあるトランコム加須ロジスティクスセンター自動倉庫（約3億円）を落成[6][7]。
- 2021年9月 - マツダ株式会社広島宇品工場の自動化を受注。
- 2022年2月 - GDO（ゴルフダイジェスト・オンライン）習志野センター自動化落成、中国四川省日系自動車部品メーカ自動化受注。

## 関連会社
- 上海奇诺智能科技有限公司（中国）

## 社名の由来
中国語でAI、第四次産業革命を指す智能“CHINOH”に、“China（中国）”と“Innovation（革新）”を組み合わせたもの。